# S506-os személyvonat
Az S506-os személyvonat egy személyvonat Debrecen vasútállomás és Nagykereki vasútállomás között. A járatok ötjegyű mellékvonali vonatszámot viselnek, amely 367-tel kezdődik.

## Története
2017–2018-as menetrendváltástól használják az S506-os viszonylat jelzést, előtte jelzés nélkül személyvonatként közlekedett.
2023. június 05-től augusztus 27-ig között pályafelújítás munkálatok miatt vonatpótló autóbuszok közlekednek.

## Útvonala
| 0  | Debrecen végállomás         | 70 | 1, 2 5, 5A 10, 10A, 10Y, 16, 18, 18Y, 21, 30, 30A, 30I, 30N, 37, 39, 42, 42A, 43, 46, 46E, 46H, 47, 47Y, 48, 146, A1, Airport1 1373, 1374, 1432, 1440, 1441, 1449 Helyközi buszok személyvonat, sebesvonat, gyorsvonat, expresszvonat, IC, EC |
| 21 | Sáránd                      | 54 | 1374, 1440, 1441 Helyközi buszok |
| 29 | Derecske                    | 46 | 1440 Helyközi buszok |
| 32 | Derecske-Vásártér           | 43 | |
| 42 | Konyár vonalközi végállomás | 33 | |
| 50 | Konyári Sóstófürdő          | 25 | Helyközi buszok |
| 58 | Pocsaj-Esztár               | 17 | Helyközi buszok |
| 66 | Kismarja                    | 9  | |
| 74 | Nagykereki végállomás       | 0  | |